# Cantonul Appenzell Intern
Cantonul Appenzell Intern este un canton din Elveția, unde se vorbește germana. El este situat în nord-estul Elveției, ca suprafață, cantonul este pe locul doi, însă  după numărul de locuitori, este pe ultimul loc.